# Державний кордон Коморських Островів

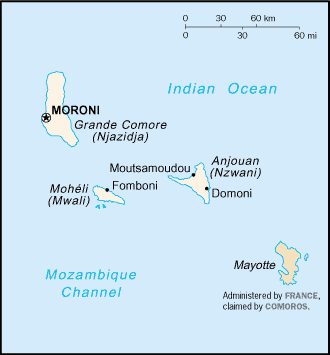
Карта Коморських Островів

Державний кордон Коморських Островів — державний кордон, лінія на поверхні Землі та вертикальна поверхня, що проходить по цій лінії, що визначають межі державного суверенітету Коморських Островів над власними територією, водами, природними ресурсами в них і повітряним простором над ними. Коморські Острови не мають сухопутного державного кордону.

## Морські кордони

Морські кордони Коморських Островів

Коморські Острови омиваються водами Індійського океану. Загальна довжина морського узбережжя 340 км. Згідно з Конвенцією Організації Об'єднаних Націй з морського права (UNCLOS) 1982 року, протяжність територіальних вод країни встановлено в 12 морських миль (22,2 км). Виключна економічна зона встановлена на відстань 200 морських миль (370,4 км) від узбережжя.

## Спірні ділянки кордону
Коморські Острови мають територіальну суперечку з Францією через острів Майотта, який адмініструється останньою, але вважається невід'ємною частиною першої.